# Crotalaria torrei
Crotalaria torrei är en ärtväxtart som beskrevs av Roger Marcus Polhill. Crotalaria torrei ingår i släktet sunnhampor, och familjen ärtväxter. Inga underarter finns listade i Catalogue of Life.